# Giarîlgaci
Insula Giarîlgaci (în ucraineană Острів Джарилгач) este o insulă din Marea Neagră. Este parte a raionului Skadovsk al regiunii Herson din Ucraina.